# О вращении небесных сфер
«О вращении (или: вращениях) небесных сфер» (лат. De revolutionibus orbium coelestium) — основной труд астронома XVI века Николая Коперника, опубликованный в 1543 году в Нюрнберге. Распространены также варианты перевода названия: «Об обращении (или: Об обращениях) небесных сфер» (или: небесных кругов).
В этой книге была впервые в христианской Европе предложена гелиоцентрическая модель мира, по которой Солнце является центром Вселенной, а планеты движутся вокруг него. Система мира Коперника предлагалась взамен общепризнанной на тот момент геоцентрической модели Птолемея, где центром была неподвижная Земля. Книга Коперника оказала огромное влияние на развитие научной революции в Европе Нового времени и на формирование нового научного мировоззрения. На идеи Коперника опирались продолжатели, развивавшие коперниковскую систему мира, — Джордано Бруно, Галилей, Кеплер и Ньютон.

## Предыстория

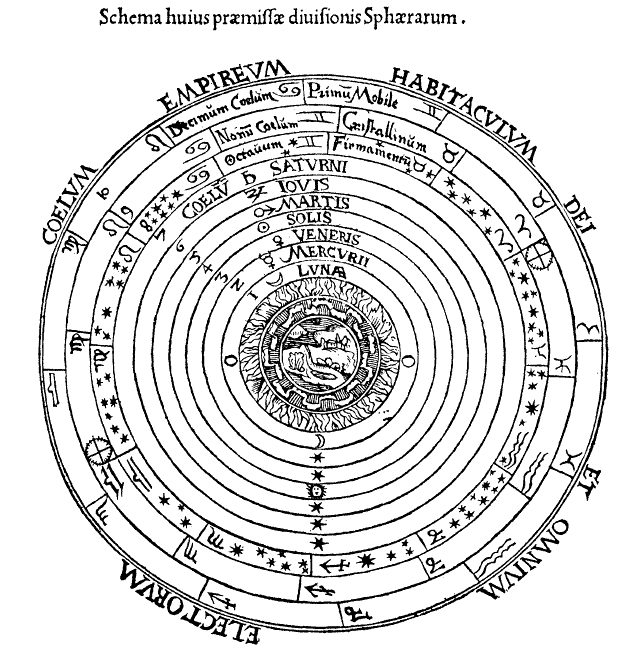
Геоцентрическая система мира

В средневековой Европе считалось общепризнанной истиной, что Земля неподвижно размещается в центре Вселенной, а Луна, Солнце и планеты совершают вокруг Земли движения нескольких типов (суточные, годовые и собственные). Для математического описания неравномерного движения планет Клавдий Птолемей предложил во II веке н. э. чрезвычайно сложную модель, которая давала практически приемлемую точность, однако многим казалась искусственной. В частности, протест вызывала умозрительная концепция экванта, с помощью которой объяснялось неравномерное движение планеты по небосводу.
Вопрос о том, кто из античных или средневековых учёных повлиял на формирование у Коперника гелиоцентрической идеи, до конца не выяснен. Возможно, начальный толчок дали Войцех Брудзевский и Ян Глоговчик в Краковском университете, лекции (или труды) которых Коперник мог изучать в годы учёбы в Кракове. Ни Брудзевский, ни Глоговчик не были гелиоцентристами, но оба критически относились к модели Птолемея и аргументированно разъясняли её недостатки. Сам Коперник в предисловии к книге ссылается на древнегреческого философа V века до н. э. Филолая (у которого, впрочем, в центре мира было не Солнце, а некий «Центральный огонь») и мнение трёх античных учёных IV века до н. э.: Гераклида Понтийского, Экфанта и Гикета (Никиты Сиракузского). Непосредственный античный предшественник Коперника Аристарх Самосский в книге не упоминается, хотя взгляды Аристарха несомненно были Копернику известны из трудов Архимеда и Плутарха. Как обнаружили историки, в черновике рукописи имя Аристарха присутствует, но позднее было вычеркнуто.
Из средневековых учёных нерешительные попытки рассмотреть возможность движения Земли делали Николай Орем, Николай Кузанский, индиец Нилаканта Сомаяджи, арабские астрономы XI века Аль-Бируни и Ибн аль-Хайсам (Альхазен, о его взглядах Коперник мог узнать из трудов Пурбаха). Долгое время эти идеи не получали развития. Современник Коперника, итальянский профессор Челио Кальканьини, в своей восьмистраничной брошюре высказал мнение, что Земля совершает суточное вращение. Это мнение обсуждал также авторитетный итальянский астроном Франческо Мавролико. Труды Кальканьини и Мавролико появились почти одновременно с книгой Коперника, но вполне вероятно, что задолго до печати эти гипотезы обсуждались в научной среде. Более смелая идея вращения Земли вокруг Солнца до Коперника в христианской Европе открыто не высказывалась и не обсуждалась, и никто из упомянутых предшественников не пытался создать развитую математическую модель движения планет, сравнимую с птолемеевской.

## Создание книги

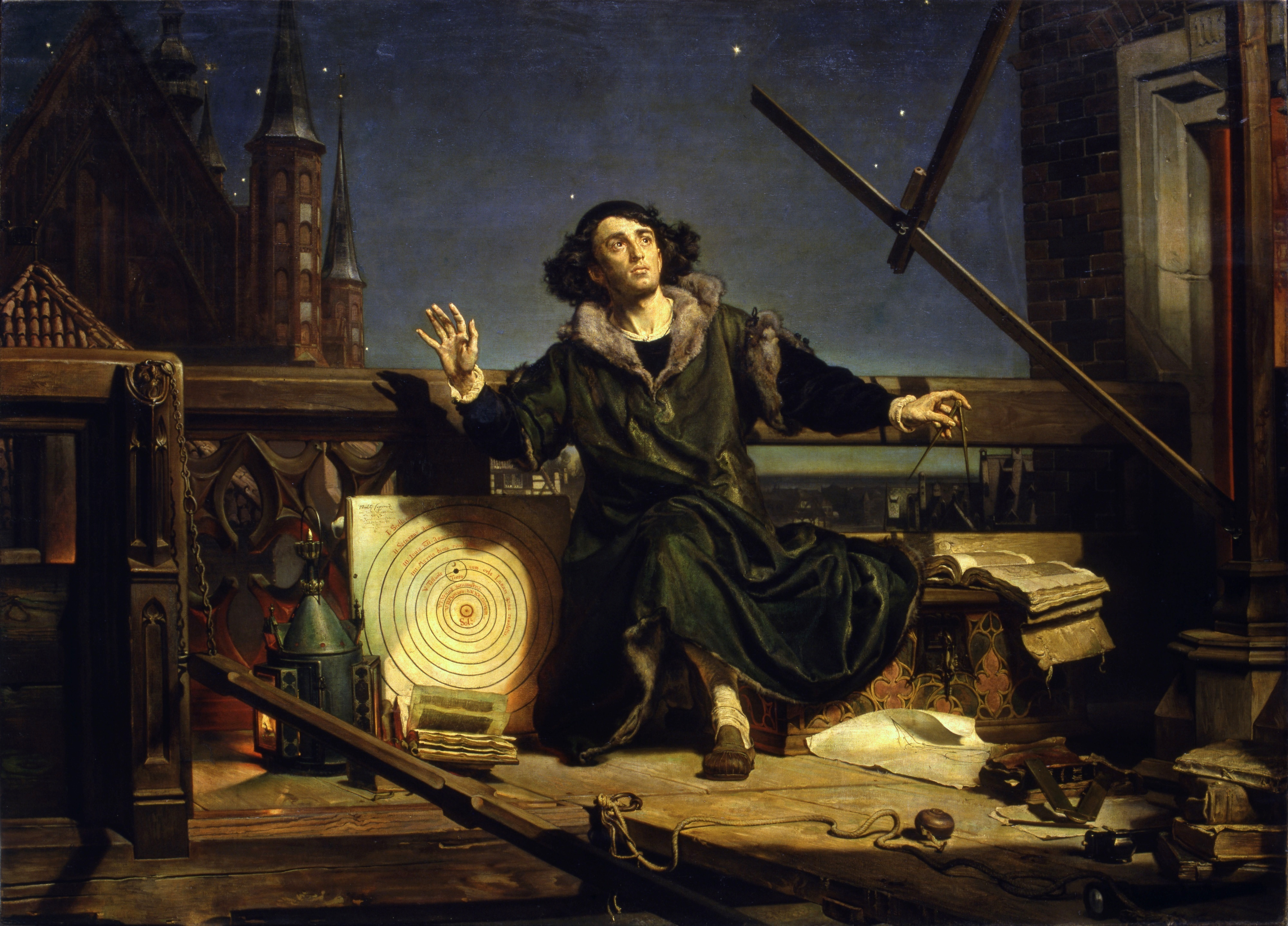
«Коперник. Беседа с Богом». Картина Яна Матейко (1872)

Замысел новой, более простой и естественной, чем у древних, астрономической системы возник у Коперника, видимо, уже в 1500-е годы, когда он был студентом в Италии. Математическим преимуществом новой системы мира было то обстоятельство, что в ней каждое небесное светило совершало на два движения меньше, чем у Птолемея: суточный и годичный периоды становились кажущимися, возникающими из-за движения Земли. Коперник надеялся, что благодаря этому он сможет описать движение планет более точно и гармонично, чем это сделано в птолемеевом «Альмагесте» и общепризнанных на тот момент «Альфонсовых таблицах», рассчитанных в XIII веке.
По возвращении из Италии в 1506 году Коперник поселился в прусском городе Фрауенбург. Там он начал свою книгу о новой модели мира, обсуждая свои идеи с друзьями, среди которых было немало его единомышленников (например, Тидеман Гизе, епископ Кульмский). Примерно в 1503—1512 годах Коперник распространял среди друзей рукописный конспект своей теории «Малый комментарий о гипотезах, относящихся к небесным движениям». По-видимому, слухи о новой теории широко разошлись уже в 1520-х годах. Работа над главным трудом продолжалась почти 40 лет, Коперник постоянно вносил в неё уточнения, проводил наблюдения в своей обсерватории, готовил новые астрономические расчётные таблицы.

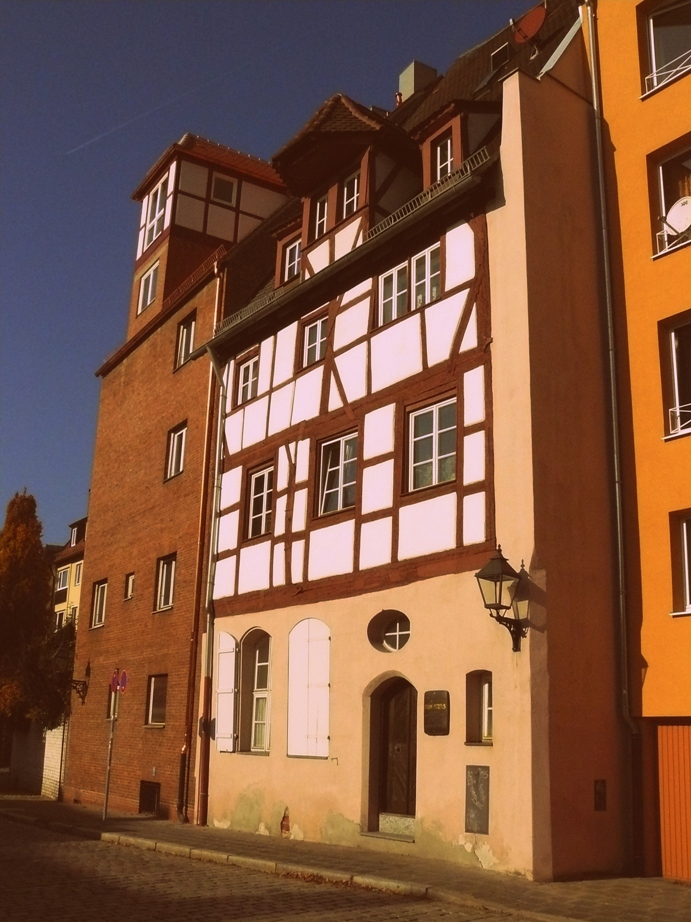
Дом Петреуса в Нюрнберге, где было отпечатано первое издание De Revolutionibus

В 1530-х годах значительная часть книги была завершена, но Коперник не спешил её публиковать. В 1539 году Георг Иоахим Ретик, молодой математик из Виттенберга, прибыл во Фрауенбург к Копернику, воодушевился его идеями и стал преданным сторонником. Прочитав рукопись труда Коперника, Ретик сразу же написал конспект его идей в форме открытого письма, адресованного Иоганну Шёнеру, его учителю астрологии в Нюрнберге. Ретик опубликовал это письмо под названием «Narratio Prima» в Данциге в 1540 году (второе издание «Narratio» вышло в Базеле в 1541 году). Встретив всеобщий интерес, Коперник согласился на отдельную публикацию в 1542 году своего трактата по тригонометрии — второй части будущей книги «О вращении небесных сфер». Личная рукопись труда Коперника была обнаружена в XIX веке в Праге, в бумагах Ретика. Внимательное изучение рукописи помогло историкам реконструировать последовательность её составления.
Уступив уговорам Ретика и Тидемана Гизе, Коперник наконец согласился опубликовать книгу целиком. Он передал рукопись Ретику через Тидемана Гизе, и книга была опубликована в 1543 году в Нюрнберге, незадолго до смерти Коперника. Книга состояла из 196 страниц крупного размера (формат in folio).
Коперник скончался 24 мая 1543 года. Некоторые биографы (например, Пьер Гассенди и Тидеман Гизе), утверждают, что автор незадолго до смерти успел увидеть свой труд напечатанным. Но другие доказывают, что это было невозможно, так как последние месяцы жизни Коперник находился в тяжёлой коме.

## Содержание

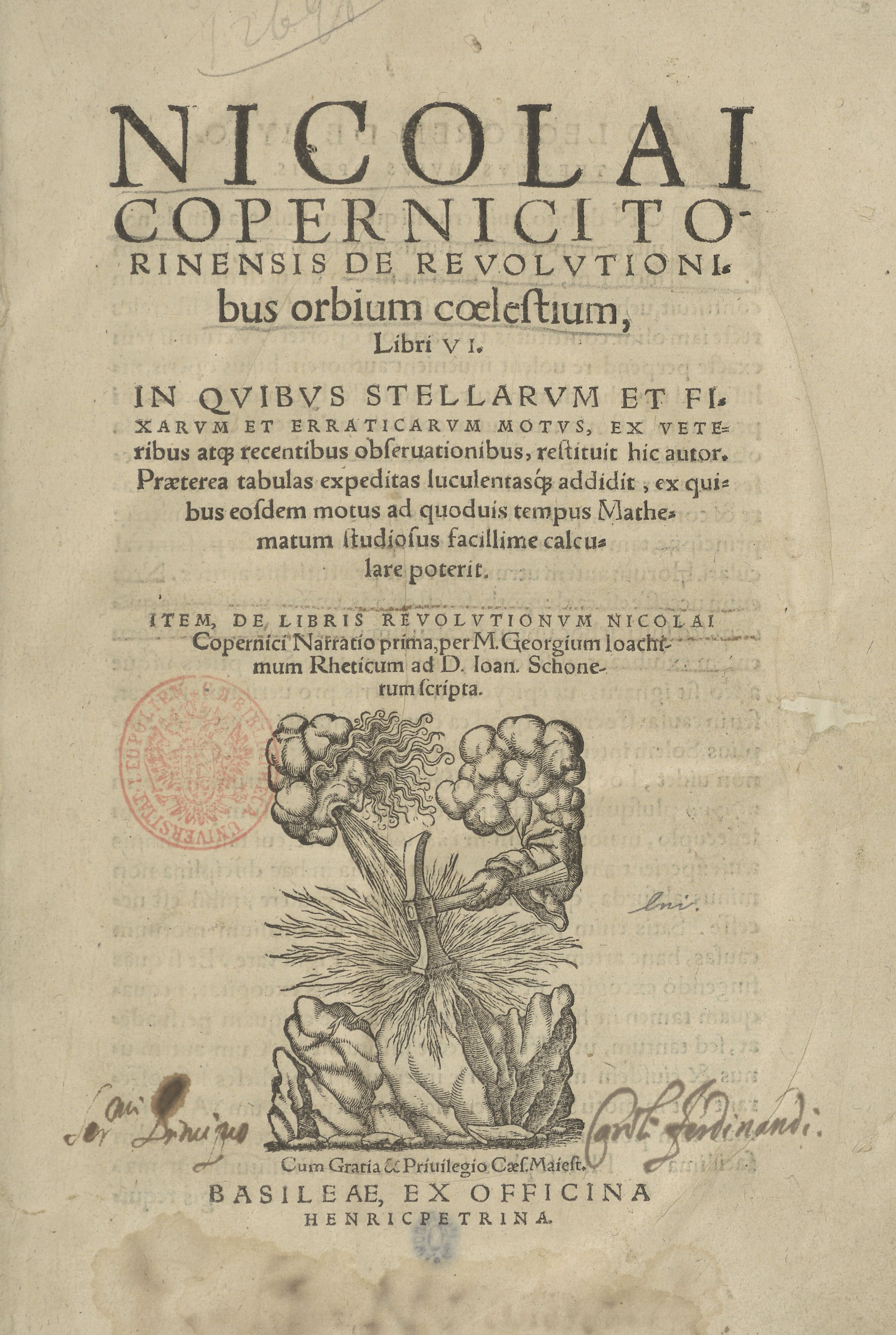
Титульная страница, 2-е издание, Базель, 1566

### Название
По всей видимости, Коперник не сразу окончательно определился с названием своего труда. В предисловии тема книги называется «Об обращении мировых сфер» (лат. De Revolutionibus Sphaerarum Mundi), а в заголовках отдельных глав стоит краткое название: «Об обращениях» (De Revolutionibus). Не исключено, что в конечном счёте название дал издатель, так как сохранившийся экземпляр рукописи Коперника не содержит титульного листа.
(Впоследствии имел место неправильный перевод названия книги, где вместо "сфер" использовалось слово "тел" - начиная с немецкого перевода 1879 года.)

### Предисловие
Книга Коперника открывается предисловием, в начале которого стоит посвящение папе Павлу III. В предисловии автор признаёт, что идеи его труда, противоречащие многовековой традиции, вызовут у многих неприятие и насмешки, так что он долго колебался, стоит ли предавать их публичной огласке. Коперник заранее оговаривает, что отвергает всякую вненаучную критику: «Если и найдутся какие-нибудь пустословы, которые, будучи невеждами во всех математических науках, всё-таки берутся о них судить и на основании какого-нибудь места Священного Писания, неверно понятого и извращённого для их цели, осмелятся порицать и преследовать это моё произведение, то я, ничуть не задерживаясь, могу пренебречь их суждением, как легкомысленным».
Нюрнбергский теолог Андреас Озиандер, которому Ретик поручил публикацию книги Коперника, из осторожности снабдил её вторым предисловием «К читателю. О предположениях, лежащих в основе этой книги». В этом обращении Озиандер объявил новую модель «нелепым», но полезным математическим приёмом, придуманным для сокращения вычислений: «нет необходимости, чтобы эти гипотезы были верными или даже вероятными, достаточно только одного, чтобы они давали сходящийся с наблюдениями способ расчёта». Одно время это предисловие приписывалось самому Копернику, хотя тот в ответ на просьбу Озиандера сделать подобную оговорку отказался. Тидеман Гизе в письме Ретику выразил своё негодование этой «бесчестной и преступной» вставкой и призвал перепечатать первые листы книги.

### Общая структура
По структуре труд «О вращении небесных сфер» почти повторяет «Альмагест» в несколько сокращённом виде (6 книг вместо 13).
- Книга I. Главы 1—11 посвящены описанию шарообразности мира и Земли. При этом, вопреки Птолемею, вместо положения о неподвижности Земли помещена иная аксиома — Земля и другие планеты вращаются вокруг оси и обращаются вокруг Солнца. Эта концепция подробно аргументируется, а «мнение древних» опровергается (настолько убедительно, насколько позволяло зачаточное состояние тогдашней теоретической механики). С гелиоцентрических позиций Коперник без труда объясняет возвратное движение планет. Главы 12—14 — введение в практическую тригонометрию и таблицы синусов (в отличие от шестидесятеричных птолемеевых, у Коперника синусы десятичные).
- Книга II — теория и принципы сферической астрономии, правила вычисления видимых положений звёзд, планет и Солнца на небесном своде. Глава 14 описывает астрономические приборы. В приложении помещён звёздный каталог, аналогичный птолемеевскому (VII—VIII книги «Альмагеста», с некоторыми обновлениями), с координатами 1024 звёзд. Этот каталог и вся книга II — самая ранняя часть всего труда[12].
- Книга III посвящена годовому движению Земли и явлению предварения равноденствий. Изложено актуальное на тот период (в связи с проектом нового календаря) вычисление точной длительности солнечного года.
- Книга IV описывает видимое движение Луны по орбите, теорию лунных и солнечных затмений, соотношение размеров Земли, Луны и Солнца.
- Книга V — теория движения планет по долготе.
- Книга VI — полное толкование новой системы и разъяснения по расчётам положения астрономических объектов, в том числе о причинах изменения широт планет.

### Система мира Коперника

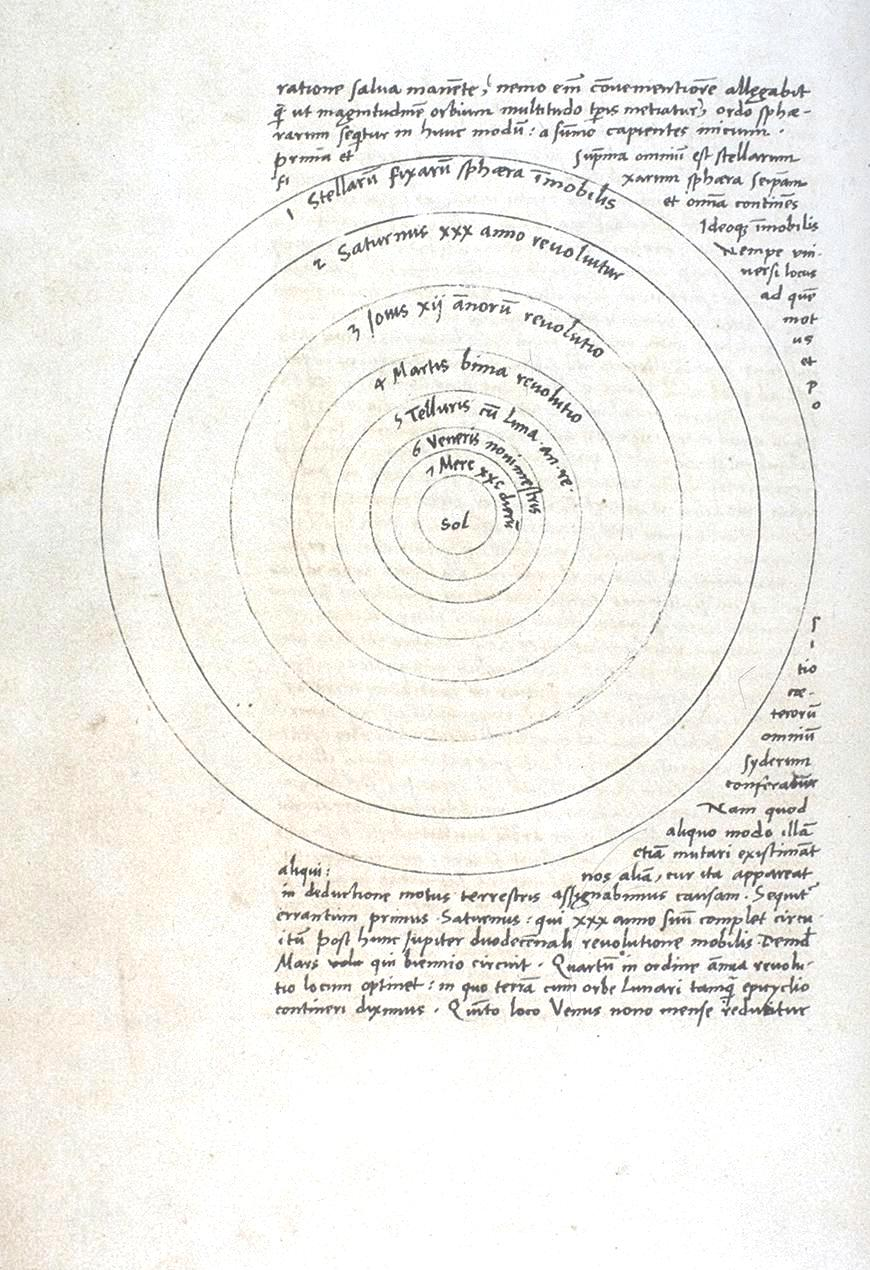
Гелиоцентрическая модель солнечной системы по Копернику

Гелиоцентрическая система в варианте Коперника выглядит следующим образом.
В центре Вселенной располагается Солнце, вокруг него расположены восемь сфер. Внешняя сфера состоит из неподвижных звёзд, внутренние семь несут на себе планеты и Луну в следующем порядке: Меркурий, Венера, Земля с Луной, Марс, Юпитер, Сатурн. Характерно, что Коперник, в отличие от своих современников, Солнце и Луну не называет планетами.
Сферы совершают сложные равномерные вращения, увлекая связанные с ними планеты. Суточное движение Солнца — иллюзорно и вызвано вращением Земли вокруг своей оси, которая всегда остаётся параллельной самой себе. Аналогично иллюзорным является годовое перемещение Солнца среди созвездий — Земля (вместе с Луной), как и другие планеты, обращается вокруг Солнца, и поэтому перемещение светил по Зодиаку — не более чем эффект годового движения Земли. Отметим, что центры планетных орбит у Коперника немного не совпадают с Солнцем.
В рамках гелиоцентризма сразу нашли простое решение многие научные проблемы. С точки зрения движущейся Земли становится понятным и видимое попятное движение планет, а смена времён года на Земле объясняется точно так же, как и в наши дни. Коперник первым нашёл правильное объяснение явления предварения равноденствий, о котором астрономы спорили 18 веков — причиной оказалось периодическое смещение земной оси, из-за чего сдвигается небесная система координат.
Несмотря на плохую точность своих астрономических инструментов, Коперник сумел изложить теорию движения Луны, гораздо более точную, чем птолемеевская. По теории Птолемея, видимый диаметр Луны в перигее должен быть вдвое больше, чем в апогее; этот вывод противоречил всем наблюдениям, но долгое время обходился молчанием. Коперник привёл свои расчёты, по которым разница составляла 8' (по современным данным, около 5').

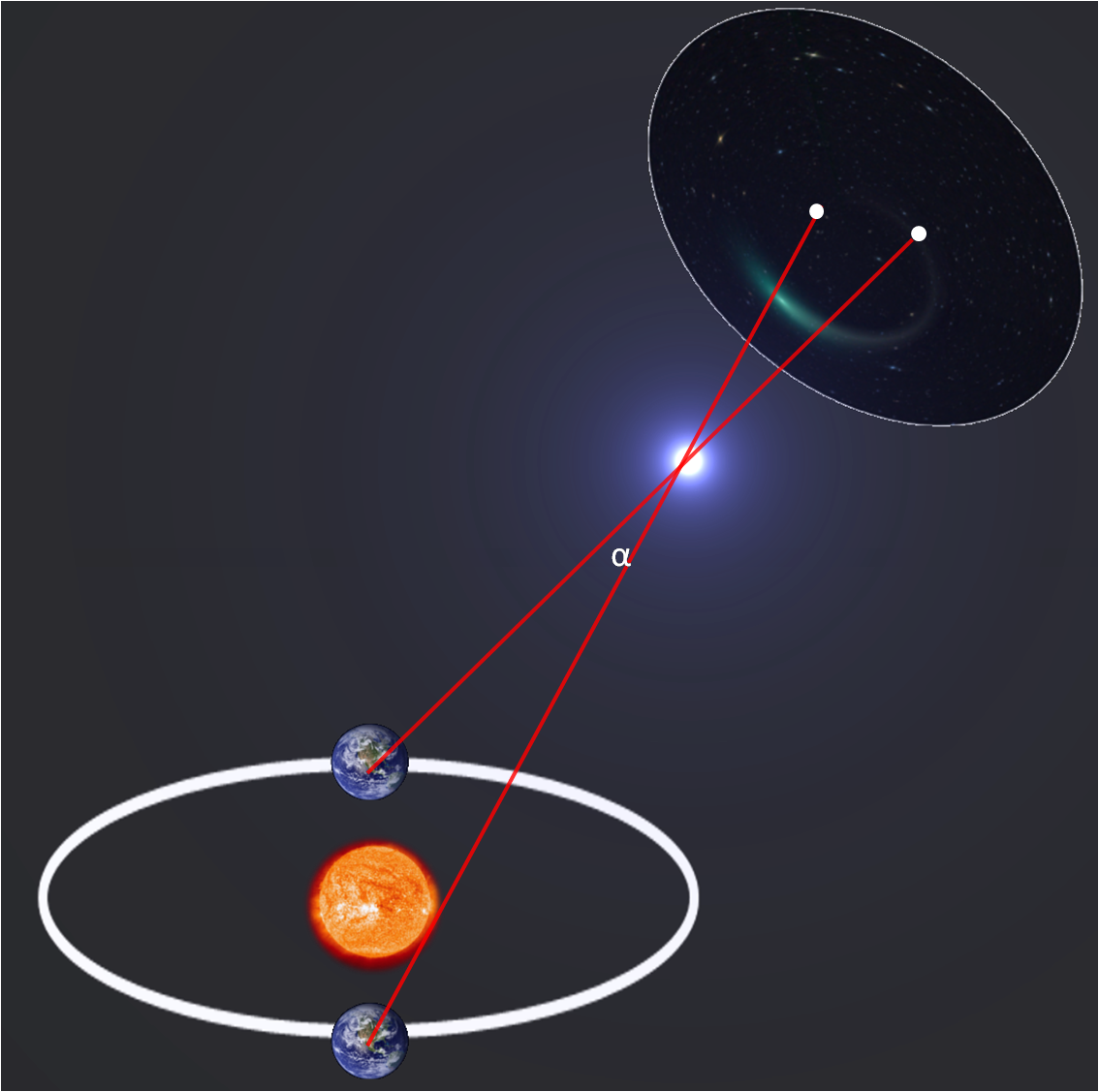
Схема возникновения годичного параллакса

Все эти положения подробно аргументируются, а доводы Аристотеля и других геоцентристов подвергаются критике. Например, Коперник сначала доказывает, что расстояние между планетами и Солнцем ничтожно по сравнению с расстоянием до неподвижных звёзд, и этот факт он использует для доказательства суточного вращения Земли — ведь если Земля неподвижна, то суточный оборот совершает сфера звёзд, а тогда, с учётом её удалённости, придётся приписать звёздам немыслимую скорость. Вывод о чрезвычайной удалённости звёзд помог Копернику решить ещё одну проблему. Если Земля совершает движение вокруг Солнца за год, то должны существовать годичные параллаксы звёзд: конфигурация созвездия должна меняться с периодом в один год. Однако этого явления во времена Коперника никто не наблюдал. Коперник пояснил, что раз расстояния до звёзд намного превосходят радиус земной орбиты, то годичные параллаксы оказываются слишком незначительными, чтобы их можно было измерить. Аналогичный ответ на тот же вопрос давал и Аристарх Самосский в III веке до н. э. Надёжно зафиксировать параллакс удалось только в 1838 году.
Модель Коперника позволила автору впервые в истории астрономии рассчитать с хорошей точностью относительные расстояния от Солнца до планет:
| Планета  | Расстояние по Копернику (в астрономических единицах) | Современное значение (среднее) |
| -------- | ---------------------------------------------------- | ------------------------------ |
| Меркурий | 0,3763                                               | 0,3871                         |
| Венера   | 0,7193                                               | 0,7233                         |
| Земля    | 1,0000                                               | 1,0000                         |
| Марс     | 1,5198                                               | 1,5237                         |
| Юпитер   | 5,2192                                               | 5,2028                         |
| Сатурн   | 9,1743                                               | 9,5389                         |

Абсолютное значение астрономической единицы в тот период было известно только по грубой оценке Птолемея. Коперник, как и другие его современники, принял значение астрономической единицы равным 1142 земным радиусам, что соответствовало горизонтальному параллаксу Солнца 3 минуты дуги (вместо правильного значения 23 440 радиусов Земли и {\displaystyle 8,8''}). Уже работы астрономов XVII века (сначала Дж. Хоррокса, а затем Дж. Кассини, Дж. Флемстида и других) привели к выводу, что суточный параллакс Солнца не превосходит {\displaystyle 10''}.
Коперник дал также оценку размеров Солнца и Луны, указал верное значение периода обращения Меркурия вокруг Солнца: 88 дней.

### Физические идеи Коперника
В ряде рассуждений Коперника усматривается зарождение новой, неаристотелевой механики. Примерно в тех же выражениях, как позднее Галилей, он формулирует принцип относительности движения:
Всякое изменение места происходит вследствие движения наблюдаемого предмета, или наблюдателя, или, наконец, вследствие неодинакового перемещения того и другого… При движении корабля в тихую погоду всё находящееся вне его представляется мореплавателям движущимся, как бы отражая движение корабля.
При этом Коперник близко подходит к закону инерции, указывая, что падающие тела и прилежащие слои атмосферы участвуют в движении Земли, хотя никакие силы это движение специально не поддерживают (механика Аристотеля в этой ситуации не видела оснований для движения).
Представление о Земле как об одной из планет позволило Копернику одному из первых высказать догадку об универсальности гравитации:
По-видимому, тяжесть есть не что иное, как естественное стремление, которым Творец Вселенной одарил все частицы, а именно — соединяться в одно общее целое, образуя тела шаровидной формы. Вероятно также и то, что Солнце, Луна и прочие планеты одарены таким же свойством.

## Недостатки теории Коперника
С современной точки зрения, модель Коперника недостаточно радикальна. Все орбиты в ней круговые, движение по ним равномерное, так что для согласования с реальными наблюдениями пришлось сохранить искусственные птолемеевы эпициклы — правда, их стало несколько меньше. Представлению о Солнце как о рядовой звезде (уже в конце XVI века его отстаивал Джордано Бруно) и оценкам истинных масштабов Вселенной также ещё предстояло созреть.
Механизм вращения планет Коперник оставил прежним — вращение сфер, с которыми связаны планеты. Но тогда ось Земли в ходе годичного вращения должна поворачиваться, описывая конус; чтобы объяснить смену времён года, Копернику пришлось ввести третье (обратное) вращение Земли вокруг оси, перпендикулярной эклиптике; этот же механизм Коперник использовал для объяснения причины предварения равноденствий.

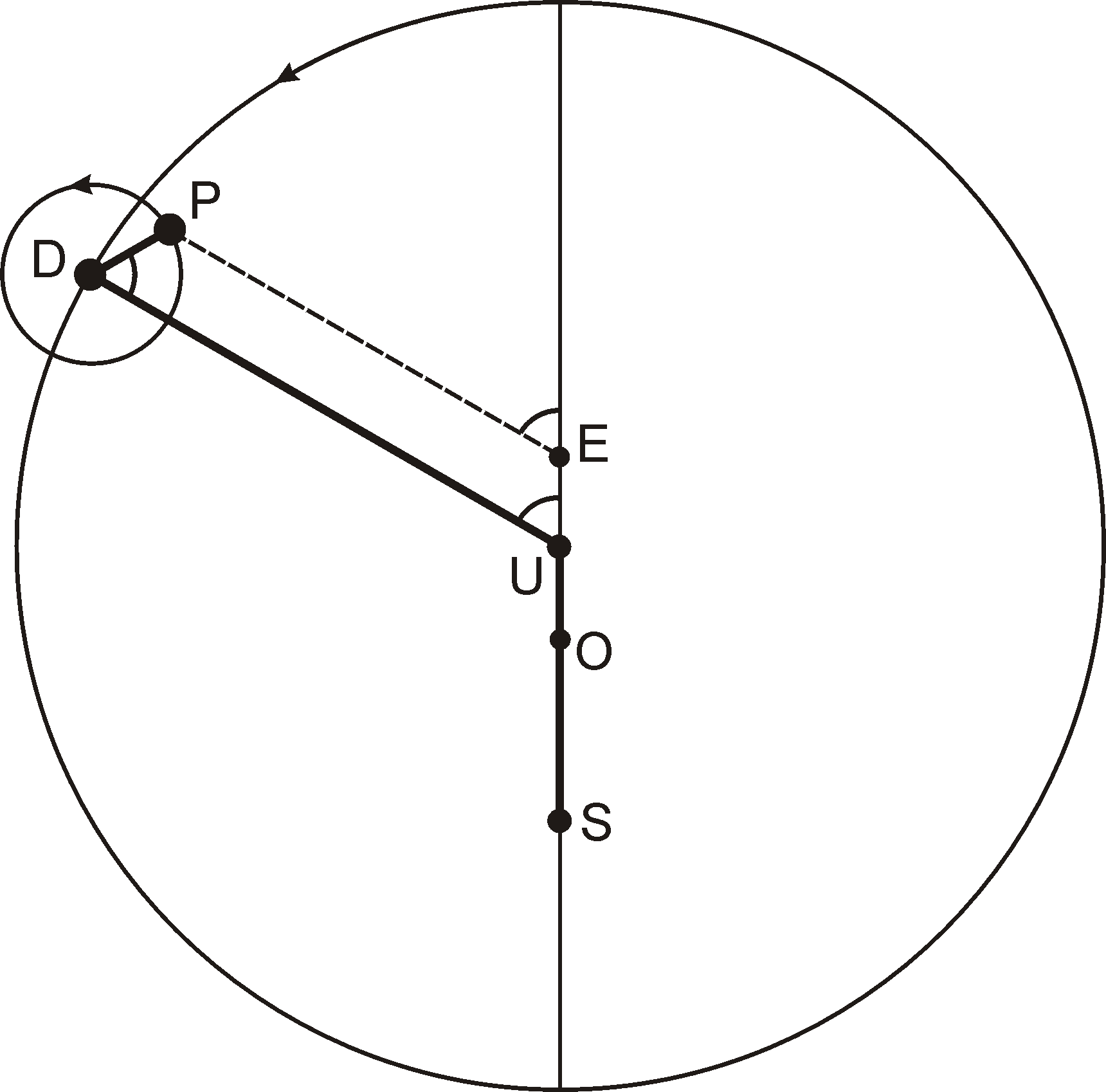
Теория движения внешних планет у Коперника. S — Солнце, P — планета, U — центр орбиты планеты. Четырёхугольник UEDP оставался равнобедренной трапецией. Движение планеты из точки E экванта выглядит равномерным (угол между отрезком EP и линией апсид SО изменяется равномерно). Таким образом, эта точка играет примерно такую же роль в системе Коперника, как точка экванта в системе Птолемея.

Ещё одним анахронизмом был особый статус Земли — хотя у Коперника она из центра мира стала обычной планетой, однако центр всех планетных орбит совпадал не с Солнцем, а с центром земной орбиты.
Птолемеев эквант Коперник упразднил; неравномерность движения по эклиптике (зодиакальное неравенство в движении планет) Коперник объяснял тем, что на движение по большой окружности (деференту) накладывается движение по малому эпициклу, который и переносит на себе планету. Этот эпицикл в одних точках тормозит, в других ускоряет движение планеты. Аналогичные теории (только в рамках геоцентрической системы мира) разрабатывали астрономы средневекового Востока (см. статью Марагинская революция). Так, теория движения внешних планет у Коперника совпадала с теорией Ал-Урди, теории движения Луны и Меркурия — с теорией Ибн аш-Шатира; фигурирует у Коперника и «пара Туси», использованная для объяснения зодиакального неравенства Насир ад-Дином ат-Туси.
Устранение экванта привлекло к теории Коперника внимание астрономов XVI века. Однако теория Коперника не привела к существенному увеличению точности расчёта движения планет: реальное движение планет не является ни круговым, ни равномерным. Наихудшее согласие с наблюдениями модель Коперника давала для планет с большим эксцентриситетом (Меркурий, Марс, Сатурн). Только лишь открытие законов Кеплера позволило сделать качественный скачок в увеличении точности астрономических расчётов.

## Историческое влияние

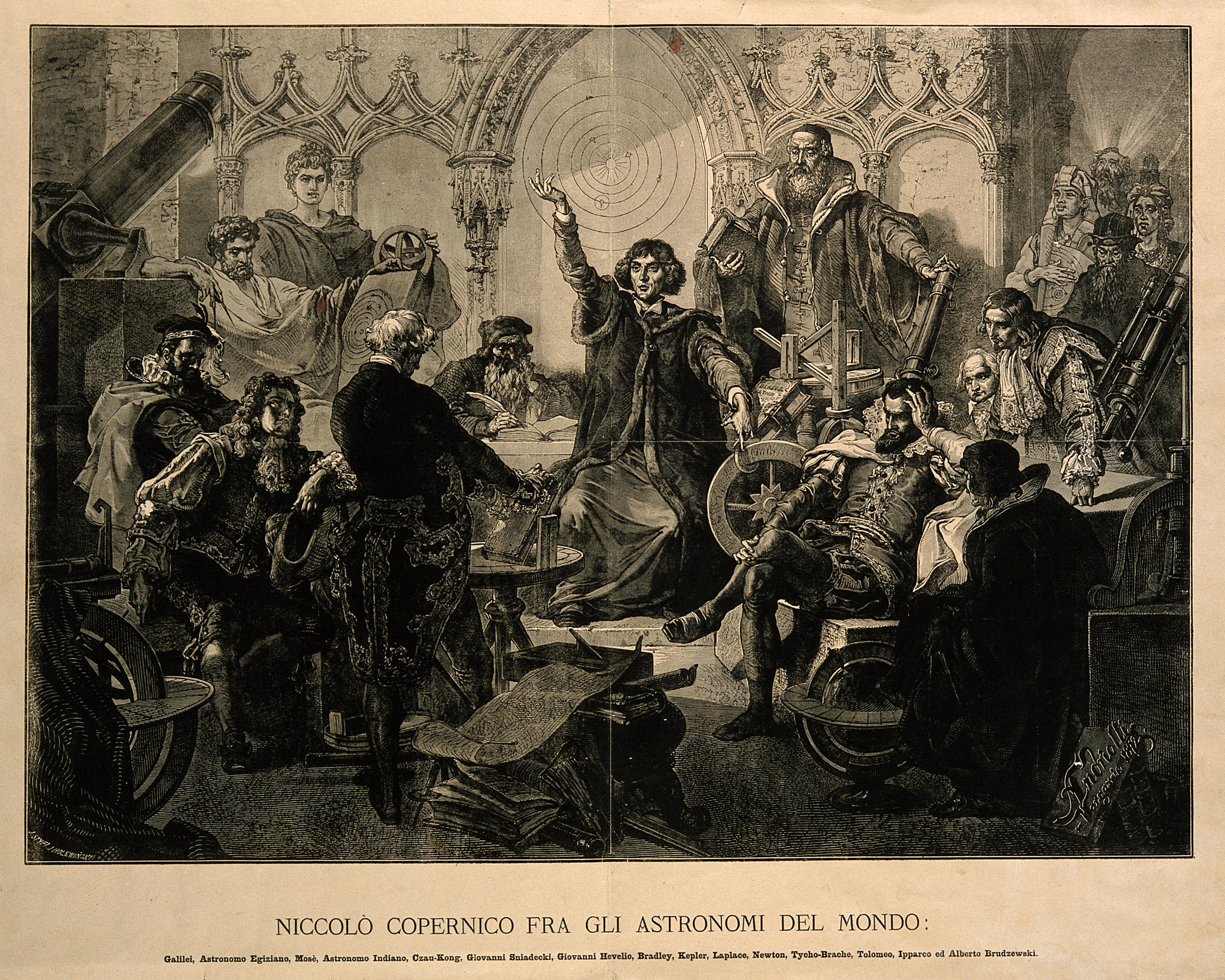
Николай Коперник перед астрономами мира. Гравюра Яна Стифи (1839—1921). Изображены Гиппарх, Птолемей, Галилей, Браге, Кеплер, Ньютон, Лаплас.

Труд Коперника сразу по выходе получил широкую известность; об этом можно судить по тому, что из 500 экземпляров первого издания больше половины (267) сохранились до наших дней, многие с пометками и комментариями владельцев. Сразу же по выходе книги в свет у неё обнаружились как убеждённые сторонники, так и непримиримые противники. Известный виттенбергский астроном Эразм Рейнгольд, коллега Ретика, опубликовал рассчитанные на основе системы Коперника астрономические «Прусские таблицы» (1551 год). Таблицы Рейнгольда служили более 70 лет, пока не появились гораздо более точные Рудольфовы таблицы Кеплера (1627). Главным в теории Коперника Рейнгольд считал то, что в ней устраняется птолемеев эквант. Однако Рейнгольд хранил полное молчание относительно главного, что, с нашей точки зрения, есть в книге Коперника: гелиоцентрической гипотезы, как будто он её попросту не заметил.
В Англии апологию Копернику «Совершенное описание небесных сфер в соответствии с древней доктриной пифагорейцев, возрождённой Коперником, подкреплённое геометрическими демонстрациями» издал в 1576 году астроном Томас Диггес.
Католическая церковь, занятая борьбой с Реформацией, первоначально снисходительно отнеслась к новой астрономии, тем более что вожди протестантов (Мартин Лютер, Меланхтон) отзывались о ней резко враждебно. Эта снисходительность была связана и с тем, что для предстоящей реформы календаря были полезны наблюдения Солнца и Луны, содержащиеся в книге Коперника. Папа Климент VII в 1533 году благожелательно прослушал лекцию о гелиоцентрическом подходе, подготовленную учёным-ориенталистом Иоганном Альбертом Видманштадтом. Однако несколько епископов выступили с яростной критикой гелиоцентризма как опасной богопротивной ереси.
В 1616 году, при папе Павле V, католическая церковь официально запретила придерживаться и защищать модель Коперника как систему мира, поскольку такое истолкование противоречит Писанию. В то же время гелиоцентрической моделью по-прежнему можно было пользоваться для практических расчётов движения планет. Теологическая комиссия экспертов по запросу инквизиции рассмотрела два положения, вобравшие в себя суть учения Коперника, и вынесла следующий вердикт:

Предположение I: Солнце является центром мироздания и, следовательно, неподвижно. Все считают, что это заявление нелепое и абсурдное с философской точки зрения и, кроме того, формально еретическое, так как выражения его во многом противоречат Священному Писанию, согласно буквальному смыслу слов, а также обычному толкованию и пониманию Отцов Церкви и учителей богословия.

Предположение II: Земля не есть центр мироздания, она не является неподвижной и движется как целостное (тело) и к тому же совершает суточное обращение. Все считают, что это положение заслуживает такого же философского осуждения; с точки зрения богословской истины, оно, по крайней мере, ошибочно в вере.
Оригинальный текст (лат.)Propositio I: Sol est centrum et omnino immobilis motu locali. Censura: omnes dixerunt dictam propositionem esse stultam et absurdam in philosophia et formaliter hereticam, quatenus contradicit expresse sententiis sacrae Scripturae in multis locis, secundum proprietatem verborum et secundum expositionem et sensum SS, Patrum et theologorum doctorum. Propositio II: Terra non est centrum mundi nec immobilis, sed secundum se totam movetur etiam motu diurno. Censura: omnes dixerunt hanc propositionem recipere eandem censuram in philosophia et spectando veritatem theologicam ad minus esse in fide erroneam.
— Латинский текст: O. Pedersen, Galileo and the Council of Trent: The Galileo Affair Revisited
Самым известным следствием этого решения в XVII веке стал суд над Галилеем (1633 год), нарушившим церковный запрет в своей книге «Диалоги о двух главнейших системах мира».
Вопреки устоявшемуся мнению, сама книга Коперника «De Revolutionibus Orbium Coelestium» была формально запрещена инквизицией лишь на 4 года, однако подверглась цензуре. В 1616 году она была внесена в римский «Индекс запрещённых книг» с пометкой «до исправления»; перечень цензурных поправок был обнародован в 1620 году. Книга «De revolutionibus» стала первым в истории чисто научным трудом, попавшим в «Индекс»; до неё Ватикан преследовал только религиозные или оккультистские сочинения. Объясняя своё решение снять запрет с книги, Конгрегация Индекса привела следующие аргументы:

Хотя отцы Св. Конгрегации Индекса признали необходимым полностью запретить сочинение прославленного астронома Николая Коперника «De Mundi revolutionibus» [так в тексте] по причине того, что в нём принципы, касающиеся положения и движения земного шара, несовместимые со Св. Писанием и его истинным и католическим толкованием (что христианин никак не должен терпеть) изложены не как гипотетические, но без колебаний защищаются как истинные, тем не менее, в силу того, что это сочинение содержит много вещей очень полезных для государства, отцы единодушно сошлись на том, что сочинения Коперника, напечатанные до сих пор, должны быть разрешены. И разрешаются они при условии, что будут скорректированы в соответствии с прилагаемым ниже исправлением тех мест, где он [Коперник] обсуждает положение и движение Земли не гипотетически, но как утверждение.
Оригинальный текст (лат.)Quanquam scripta Nicolai Copernici, nobilis astrologi, De mundi revolutionibus prorsus prohibenda esse Patres Sacrae Congregationis Indicis censuerunt, ea ratione quia principia de situ et motu terreni globi, Sacrae Scripturae eiusque verae et catholicae interpretationi repugnantia (quod in homine Christiano minime tolerandum est), non per hypothesim tractare, sed ut verissima adstruere, non dubitat; nihilominus, quia in iis multa sunt reipublicae utilissima, unanimi consensu in eam iverunt sententiam, ut Copernici opera ad hanc usque diem impressa permittenda essent, prout permiserunt, iis tamen correctis, iuxta subiectam emendationem, locis, in quibus non ex hypothesi, sed asserendo, de situ et motu terrae disputat. Qui vero deinceps imprimendi erunt, nonnisi praedictis locis ut sequitur emendatis, et huiusmodi correctione praefixa Copernici praefationi, permittuntur.

— Monito per l`emendazione dell`opera De revolutionibus orbium caelestium di Nicolò Copernico
Приведённый далее в постановлении список исправлений в основном касался утверждений, из которых следовало, что гелиоцентризм является не просто математической моделью, но отражением реальности. Труды гелиоцентристов были исключены из римского Индекса запрещённых книг в 1835 году.
Некоторые астрономы XVI—XVII веков предпочли модифицированный вариант модели Коперника, в котором Земля была неподвижна, Солнце вращалось вокруг Земли, а все прочие планеты — вокруг Солнца. С точки зрения астрономических наблюдений, этот вариант ничем не отличался от коперниковского. Наиболее видным сторонником такой модели был Тихо Браге, который восторгался Коперником и его книгой, но движение Земли признавать отказался.
Виднейшим продолжателем гелиоцентрических идей в XVII веке стал Иоганн Кеплер, в честь Коперника назвавший один из главных своих трудов «Сокращение коперниканской астрономии» (лат. Epitome Astronomiae Copernicanae). Система мира Кеплера была уже во многом не похожа на коперниковскую: небесные сферы были упразднены, круговые орбиты планет Кеплер заменил на эллипсы, движение планет стало неравномерным. Благодаря открытиям Кеплера точность модели резко повысилась, а изданные Кеплером очень точные гелиоцентрические «Рудольфовы таблицы» стали торжеством гелиоцентризма. В этот же период, благодаря изобретению телескопа, Галилей сделал ряд астрономических открытий (фазы Венеры, спутники Юпитера и др.), подтверждавших систему мира Коперника.
Несмотря на все несовершенства, модель мира Коперника была крупным шагом вперёд и сокрушительным ударом по архаичным авторитетам. Низведение Земли до уровня рядовой планеты подготавливало (вопреки Аристотелю) ньютоновское совмещение земных и небесных природных законов. В конце XVII века Ньютон завершил разработку динамического фундамента небесной механики, и модель Птолемея окончательно отошла в историю.

## Публикации

### Первоиздания
- 1543, Нюрнберг
- 1566, Базель
- 1617, Амстердам[45]

### Русский перевод
- Коперник, Н. О вращениях небесных сфер = De revolutionibus orbium coelestium : [пер. с лат.] ; Малый комментарий = Commentariolus ; Послание против Вернера = Epistola contra Vernerum ; Упсальская запись / Пер. проф. И. Н. Веселовского ; Ст. и общ. ред. чл.-корр. АН СССР А. А. Михайлова. — М. : Наука, 1964. — 646 с. — (Классики науки).
  - Приложение: Ретик Г. И. Первое повествование.

### Тексты в Интернете
- De revolutionibus orbium coelestium Архивная копия от 13 июля 2006 на Wayback Machine, Гарвард, текст на латинском.